# Geranospiza caerulescens
Geranospiza caerulescens là một loài chim trong họ Accipitridae.

## Hình ảnh

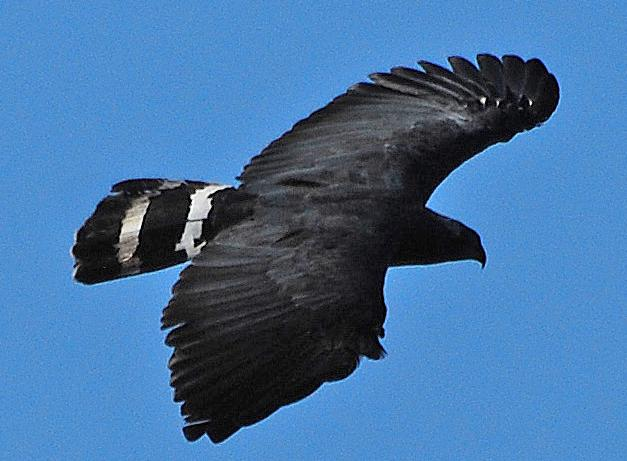
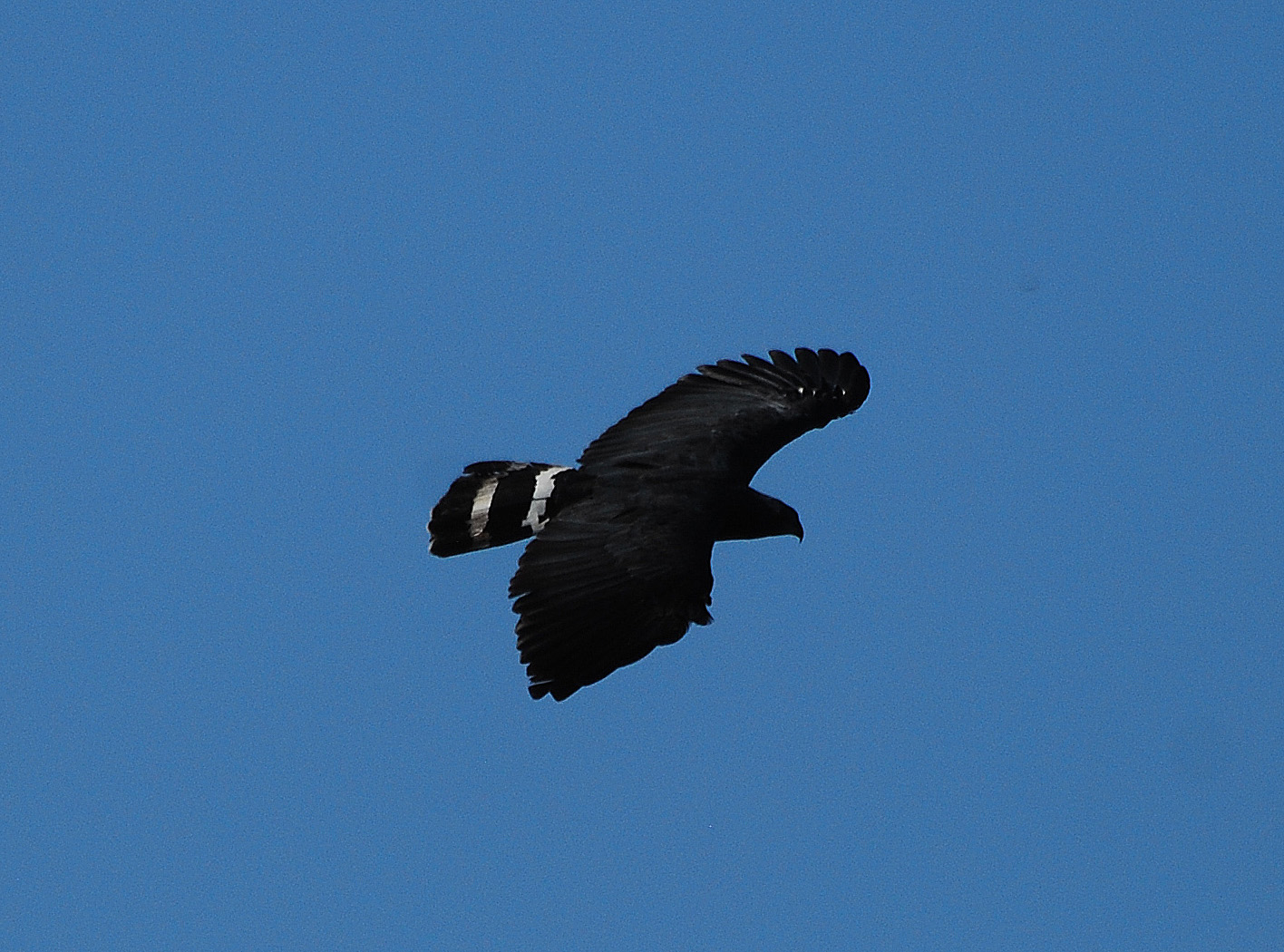
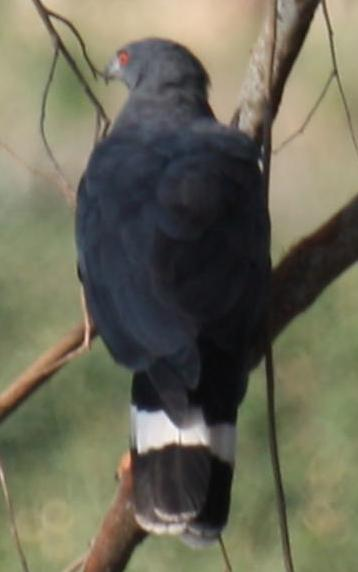